# Shimabara
Shimabara (Japans: 島原市, Shimabara-shi) is een Japanse stad in de prefectuur Nagasaki. In 2015 telde de stad 45.793 inwoners. 

## Geschiedenis
Op 1 april 1940 werd Shimabara benoemd tot stad (shi). In 2006 werd de gemeente Ariake (有明町) toegevoegd aan de stad.
Steden:
Goto · Hirado · Iki · Isahaya · Matsuura · Minamishimabara · Nagasaki (hoofdstad) · Omura · Saikai · Sasebo · Shimabara · Tsushima · Unzen

Districten:
Nishisonogi · Kitamatsuura · Minamimatsura · Higashisonogi

Gemeenten per district